# Mat '35
Mat '35 (voluit: Materieel '35), is de naam van elektrisch stroomlijnmaterieel voor personenvervoer, in 1935 door de Nederlandse Spoorwegen aangeschaft.
De naam is, zoals bij een aantal andere series, afgeleid van het jaar waarin het materieel ontworpen en besteld werd. De vorm was gebaseerd op die van de dieselelektrische treinstellen van het type Mat '34, ook wel bekend als Diesel-drie.
De serie bestond uit een voorserie van acht tweewagenstellen voor de lijn Rotterdam – Hoek van Holland (in dienst eind 1935) en een aantal vervolgseries, die geleverd werden als Mat '36. Zij kregen de bijnaam 'Hoek van Hollanders' omdat zij hun eerste jaren naar Hoek van Holland reden. Door de elektrische en pneumatische verbindingen in de Scharfenbergkoppelingen konden de stellen in treinschakeling rijden met de latere treinstellen Mat '36, Mat '40, Mat '46 en Mat '54.
Na de Tweede Wereldoorlog deden de zes overgebleven treinstellen (twee zijn er in de oorlog verloren gegaan) voornamelijk dienst op de Hofpleinlijn Den Haag HS – Rotterdam Hofplein, totdat zij begin jaren zestig vooral werden vervangen door de laatste en nieuwste series Hondekoppen. Met de komst van Mat '64 in 1964 kon ook het laatste treinstel Mat '35 worden afgevoerd. 